# Graptoveria
Graptoveria son plantas híbridas resultado del cruce entre Graptopetalum con Echeveria género de plantas con flores pertenecientes a la familia Crassulaceae. Comprende 2 especies descritas y  aceptadas.

## Taxonomía
El género fue descrito por Willard Winfield Rowlee y publicado en Natl. Cact. Succ. J. 13: 75. 1958.

## Especies aceptadas
A continuación se brinda un listado de las especies del género Graptoveria aceptadas hasta enero de 2014, ordenadas alfabéticamente. Para cada una se indica el nombre binomial seguido del autor, abreviado según las convenciones y usos.
- Graptoveria calva (Gossot) Rowley
- Graptoveria haworthioides (Gossot) Rowley